# لجنة نوبل للفيزياء

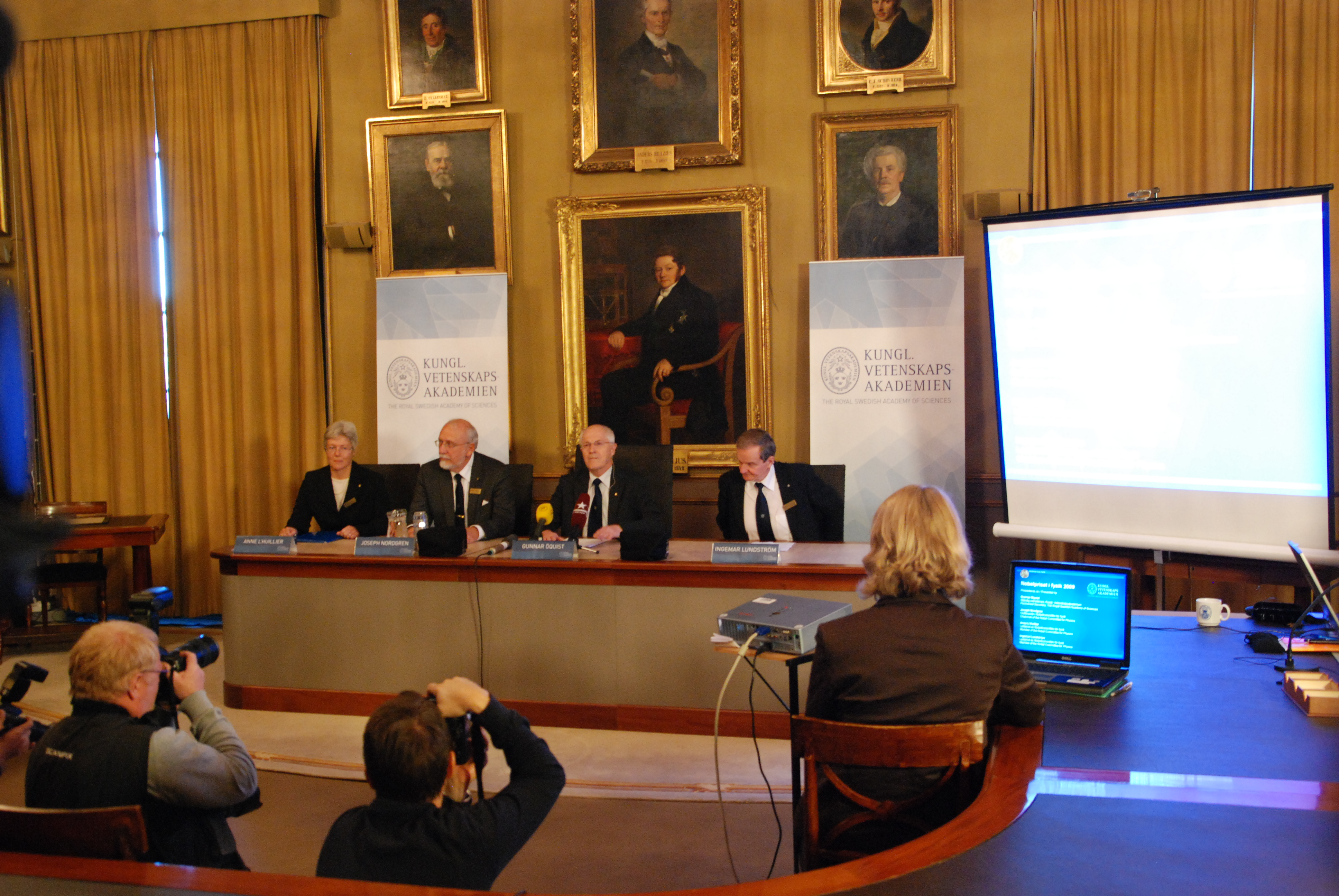
الإعلان عن جائزة نوبل للفيزياء لعام 2009. من اليسار آن لهويلير ، جوسيف نوردغرين ، غونار أوكويست و إينجمار لوندستروم.

لجنة نوبل للفيزياء هي لجنة نوبل المسؤولة عن اقتراح الفائزين بجائزة نوبل للفيزياء .  تم تعيين لجنة نوبل للفيزياء من قبل الأكاديمية الملكية السويدية للعلوم . يتكون عادة من أساتذة الفيزياء السويديين الذين هم أعضاء في الأكاديمية، على الرغم من أن الأكاديمية من حيث المبدأ يمكنها تعيين أي شخص في اللجنة. 
اللجنة هي هيئة عاملة بدون سلطة اتخاذ القرار، والقرار النهائي بمنح جائزة نوبل للفيزياء تتخذ من قبل الأكاديمية الملكية السويدية للعلوم بأكملها، بعد إجراء مناقشة أولية في صف الأكاديمية للفيزياء. 

## الأعضاء الحاليين
الأعضاء الحاليون في اللجنة هم: 
- نيلز مارتينسون (رئيس مجلس الإدارة)
- ديفيد هافيلاند
- أولغا بوتنر
- ماتس لارسون
- ثورز هانز هانسون
- غونار إنغلمان (سكرتير)

## السكرتير
يشارك السكرتير في الاجتماع، لكن لا يمكنه الإدلاء بصوته ما لم يكن السكرتير أيضًا عضوًا في اللجنة. حتى عام 1973 ، كان للجان نوبل للفيزياء والكيمياء سكرتيرة مشتركة. 
- فيلهلم بالمور، 1900-1926
- آرني ويستغرن، 1926-1943
- آرني أولاندر ، 1943-1965
- آرني ماغنيلي، 1966-1973
- بينجت ناجيل، 1974-1988
- أندرس باراني ، 1989-2003
- لارس بيرجستروم ، 2004-2015
- غونار إنجلمان ، 2016–

## الأعضاء السابقين
- هوغو هيلدبراند هيلدبراندسون ، 1900-1910
- روبرت تالين ، 1900-1903
- كلاس برنهارد هاسلبيرج، 1900-1922
- كنوت أنغستروم، 1900-1909
- سفانتي أرهينيوس ، 1900-1927
- غوستاف جرانكفيست، 1904-1922
- فيليلم كارليم-غيلينسكولد، 1910-1934
- ألفار جولستراند ، 1911-1929
- كارل فيلهلم أوسين، 1923-1944
- مان سيغبان ، 1923-1961 (رئيس ؟ - 1957)
- هينينج بليجل، 1928-1947
- إريك هولثن، 1929-1962
- أكسل ليند، 1935-1960
- ايفار والر ، 1945-1972
- غوستاف إيسينغ ، 1947-1953
- أوسكار كلاين ، 1954-1965
- بينت إدلين ، 1961-1976
- إريك رودبرغ، 1963-1972 (رئيس 1963-1972)
- كاي سيغبان ، 1963-1974 (رئيس 1973-1974)
- لاميك هولثين، 1966-1979 (رئيس 1975-1979)
- بير أولوف لودين ، 1972-1984
- هارون الرشيد ، 1972 ، 1986 ، 1993
- ستيج لونديكفيست، 1973-1985 (رئيس 1980-1985)
- سفين جوهانسون، 1975-1986 (رئيس 1986)
- غوستا إكسبونغ ، 1975-1988 (رئيس 1987-1988)
- انجفار ليندجرين، 1978-1991 (رئيس 1989-1991)
- كارل نوردلينج ، 1985-1997 (رئيس 1992-1995)
- بينجت ناجيل، 1986-1997
- إريك كارلسون، 1987-1998 (رئيس 1997-1998)
- سيسيليا جارلسكوج ، 1989-2000 (رئيسة 1999-2000)
- تورد كلايسون، 1992-2000
- ماتس جونسون، 1997-2005
- سوني سفانبيرغ، 1998-2006
- بير كارلسون، 1999-2007
- لينارت ستينفلو، 2001-2006
- جوزيف نوردرين ، 2001-2009 (رئيس مجلس الإدارة 2008-2009)
- إنجمار لوندستروم ، 2006– (رئيس 2010 - )
- لارس برينك ، 2008 -
- بورجي يوهانسون، 2007 -
- بيورن جونسون، 2009 -